# Rachele Morello
Rachele Morello (Settimo Torinese, 7 novembre 2000) è una pallavolista italiana, palleggiatrice del Firenze.

## Carriera

### Club
Figlia di una pallavolista, Rachele Morello si forma iniziando a giocare con il Lilliput, squadra della sua città natale di Settimo Torinese, in Serie A2 nel corso della stagione 2015-16.
Per la stagione 2016-17 si lega al Club Italia, andando a giocare in Serie A1; dopo tre anni di militanza nella squadra federale, per la stagione 2019-20 firma un nuovo contratto con la squadra dell'AGIL.
Nell'annata successiva torna a disputare il campionato cadetto, ingaggiata dall'Olimpia Teodora: resta nella stessa divisione anche nella stagione 2021-22, giocando con la Millenium Brescia, con cui vince la Coppa Italia di Serie A2.
Nell'annata 2022-23 torna a calcare i campi della Serie A1 con la maglia del Chieri '76, con cui vince la WEVZA Cup, la Challenge Cup e, nella stagione successiva, la Coppa CEV.
Per la stagione 2024-25 si trasferisce nella Ligue A francese per difendere i colori del Levallois Paris, aggiudicandosi il campionato: tuttavia, nella stagione successiva, rientra in Italia acquistata dal Firenze, in Serie A1.

### Nazionale
Viene convocata nell'Italia under 19 per disputare il campionato europeo 2016 dove la nazionale italiana termina al quinto posto. Indossando la fascia di capitano vince con l'Italia under 18 la medaglia d'argento al campionato europeo 2017 e poi conquista l'oro al campionato mondiale 2017, ricevendo in entrambe le competizioni il premio individuale come migliore palleggiatrice; continua la striscia di vittorie in Nazionale con un altro oro ottenuto al campionato europeo under 19 2018. Nel 2019 con l'Italia under 20 ottiene il secondo posto al campionato mondiale di categoria.
Nel 2021 ottiene le prime convocazioni nella nazionale italiana: nel 2025 vince la medaglia d'oro ai XXXII Giochi mondiali universitari.

## Palmarès

### Club
- Campionato francese: 1

2024-25
- Coppa Italia di Serie A2: 1

2021-22
- Coppa CEV: 1

2023-24
- Challenge Cup: 1

2022-23
- WEVZA Cup: 1

2022

### Nazionale (competizioni minori)
- Campionato europeo under 18 2017
- Campionato mondiale under 18 2017
- Campionato europeo under 19 2018
- Campionato mondiale under 20 2019
- Giochi mondiali universitari 2025

### Premi individuali
- 2017 - Campionato europeo under 18: Miglior palleggiatrice
- 2017 - Campionato mondiale under 18: Miglior palleggiatrice